# Kościół Wszystkich Świętych w Brodach
Kościół pw. Wszystkich Świętych w Brodach – zabytkowy rzymskokatolicki kościół parafialny w Brodach, w gminie Brody, w powiecie żarskim, w województwie lubuskim. Należy do dekanatu Lubsko. Mieści się przy ulicy Traugutta.

## Historia
Jest to budowla barokowa, salowa z XVII wieku, przebudowana w 1725 roku, wieża zakończona jest 
baniastym hełmem z latarnią. Odbudowana w latach 1981–1983, poświęcona 30 października 1983 roku. W prezbiterium znajduje się ołtarz główny wykonany z piaskowca. Mieszczą się w nim relikwie świętej Amatii i świętej Perpetuy. Do 1945 świątynia ewangelicka, obecnie rzymskokatolicka.